# Liverpool 7-0 Manchester United (2023)
Liverpool vs. Manchester United fue un partido de fútbol disputado el 5 de marzo de 2023 por la fecha 26 de la Premier League. El partido corresponde al derbi del Noroeste de Inglaterra, el cual es una de las máximas rivalidades del país. Esta victoria red es la más abultada en el historial del derbi. El club mancuniano no recibía una goleada por 0-7 en liga desde 1931, siendo este marcador el más abultado que ha recibido.

## Ficha
| 5 de marzo de 2023, 16:30 BST | Liverpool | 7:0 (1:0) | Manchester United | Anfield, Liverpool                                      |                                                         |
|                               | Cody Gakpo 43' · Darwin Núñez 47' · Cody Gakpo 50' · Mohamed Salah 66' · Darwin Nuñez 75' · Mohamed Salah 83' · Roberto Firmino 88' · | Reporte   |                   | Asistencia: 53,001 espectadores Árbitro(s): Andy Madley | Asistencia: 53,001 espectadores Árbitro(s): Andy Madley |

| Liverpool | Manchester United |

| GK                  | 1  | Alisson                |     |
| CB                  | 66 | Trent Alexander-Arnold |     |
| RB                  | 5  | Ibrahima Konaté        |     |
| CB                  | 4  | Virgil van Dijk        |     |
| LB                  | 26 | Andrew Robertson       |     |
| RM                  | 3  | Fabinho                | 78' |
| CM                  | 14 | Jordan Henderson (c)   | 79' |
| CM                  | 11 | Harvey Elliott         | 85' |
| LM                  | 11 | Mohamed Salah          |     |
| CF                  | 27 | Darwin Núñez           | 78' |
| CF                  | 18 | Cody Gakpo             | 79' |
| Cambios realizados: |    |                        |     |
| FW                  | 20 | Diogo Jota             | 78' |
| DF                  | 43 | Stefan Bajcetic        | 78' |
| FW                  | 9  | Roberto Firmino        | 79' |
| DF                  | 7  | James Milner           | 79' |
| DF                  | 17 | Curtis Jones           | 85' |
| Entrenador:         |    |                        |     |
| Jurgen Klopp        |    |                        |     |

| GK                  | 1  | David de Gea       |     |
| SW                  | 20 | Diogo Dalot        |     |
| RB                  | 6  | Lisandro Martínez  | 76' |
| CB                  | 19 | Raphael Varane (c) |     |
| CB                  | 23 | Luke Shaw          |     |
| LB                  | 18 | Casemiro           | 76' |
| MF                  | 17 | Fred               | 58' |
| MF                  | 21 | Antony             |     |
| MF                  | 8  | Bruno Fernandes    |     |
| MF                  | 10 | Marcus Rashford    | 85' |
| CF                  | 27 | Wout Weghorst      | 58' |
| Cambios realizados: |    |                    |     |
| MF                  | 39 | Scott McTominay    | 58' |
| MF                  | 49 | Alejandro Garnacho | 58' |
| MF                  | 12 | Tyrell Malacia     | 76' |
| MF                  | 15 | Marcel Sabitzer    | 76' |
| MF                  | 36 | Anthony Elanga     | 85' |
| Entrenador:         |    |                    |     |
| Erik ten Hag        |    |                    |     |

|  |